# Machinists Union Racing
Machinists Union Racing – były amerykański zespół wyścigowy, założony w 1981 roku przez Andiego Kenopensky'iego, koordynatora International Association of Machinists and Aerospace Workers. W historii startów ekipa pojawiała się w stawce CART Indy Car World Series (1980-1989) oraz Indianapolis 500 (1981-1989). Najlepszym wynikiem ekipy w słynnym wyścigu indianapolis 500 było dziesiąte miejsce Josele Garzy w 1984 roku.

## Kierowcy
- Scott Atchison (1988)
- Pancho Carter (1987, 1989-1990)
- Kevin Cogan (1988-1989)
- Larry Dickson (1981)
- Chip Ganassi (1985-1986)
- Josele Garza (1983-1987)
- Pete Halsmer (1985)
- Jerry Karl (1984)
- Rupert Keegan (1985)
- Peter Kuhn (1984)
- Jan Lammers (1986)
- Randy Lewis (1984)
- Roger Mears (1982-1983)
- Rick Miaskiewicz (1987)
- Mike Nish (1986)
- Johnny Parsons (1984, 1986)
- Scott Pruett (1988)
- Chip Robinson (1987)
- Tom Sneva (1987)
- Sammy Swindell (1987)
- Rich Vogler (1988)
- Desiré Wilson (1986)